# گوردون فریمن
دکتر گوردون فریمن (به انگلیسی: Dr. Gordon Freeman) یک شخصیت ساختگی در مجموعه بازی‌های ویدئویی نیمه‌عمر از شرکت ولو و قهرمان اصلی این سری است که توسط گیب نیوئل خلق شده است و به‌وسیلهٔ نیوئل و مارک لیدلا طراحی شده است. او یک دانشمند فیزیک نظری است که مجبور به حمایت از نسل بشر در مقابل بیگانگان و نیروهای انسانی دیگر که نتیجه شکست در تحقیقات آزمایشگاهی هستند، است. به منظور القا شخصیت او به بازیکن، گوردون به هیچ وجه حرف نمی‌زند، هیچ میان پرده‌ای در بازی وجود ندارد و تمام اعمال از چشمان گوردون دنبال می‌شود که تقریباً در تمام زمان نیز بازیکن کنترل او را در اختیار دارد. تصاویر گوردون فقط بر روی جلد بازی، فهرست صفحه‌ها و همچنین تبلیغات بازی دیده می‌شود. طراح بازی گیب نیوئل، دادن ظاهر و صدا به گوردون در بازی را به صراحت رد کرده است.
گوردون در اولین سری این مجموعه یعنی نیمه‌عمر (۱۹۹۸) به همگان معرفی شد و بعد از آن تقریباً در تمام این مجموعه حضور دارد. او دانشمندی بود که در مرکز تحقیقات بلک میسا مشغول کار بود. او در آنجا در حال یک آزمایش به‌طور اتفاقی موفق به باز کردن درگاه چندبعدی شد، که باعث آزادشدن موجودات عجیبی به این مجموعه گردید.

## زندگی‌نامه
در زمان واقعه بلک میسا، گوردون فریمن ۲۷ ساله بود و هیچ خویشاوندی نداشت. گوردون فارغ‌التحصیل دانشگاه ام‌آی‌تی است و مدرک پی‌اچ‌دی خود را در رشته فیزیک نظری از آنجا دریافت کرد. اولین قهرمانان او آلبرت اینشتین، استیون هاوکینگ و ریچارد فاینمن بودند. پس از مشاهده یک سری آزمایش‌ها دربارهٔ انتقال اجسام که توسط مؤسسه تحقیقات اینسبروک اتریش انجام شده بود، این برنامه‌ها تمام فکر او را مشغول کرد. اما در نهایت او از سرعت کم انتقال در تحقیقات دانشگاه ناامید شد، و شروع به جستجوی کار در خارج از محدوده آموزش و پرورش کرد. به‌طور اتفاقی استاد ام‌آی‌تی گوردون، دکتر آیزاک کلینر مسئول یک پروژه تحقیقاتی در بخش دولتی بود، یک مرکز تحقیقات یکپارچه که با نام مرکز تحقیقات بلک میسا شناخته می‌شد، و به فریمن پیشنهاد کار داد. او نیز به امید اینکه حده‌اقل بخشی از این بودجه عظیم صرف برنامه‌های غیرنظامی در محاسبات کوآنتومی و اخترفیزیک می‌شود، با این پیشنهاد موافقت کرد. و در شروع کار خود مأمور شد تا یک شی ناشناخته را در معرض پرتوهای خاصی قرار بدهد که ناگهان یا دروازه به دنیایی خیالی به نام Xen، زِن باز شد و موجودات بیگانه به زمین خیزش کردند